# Patricia de Gorostarzu
Patricia de Gorostarzu née le 1er juin 1962 à Paris est une photographe française reconnue pour ses multiples ouvrages et expositions.

## Biographie

### Jeunesse
Patricia de Gorostarzu a grandi  en Afrique du Sud et en Australie.
Dès son adolescence elle découvre la photographie qui devient une véritable passion et elle en fait naturellement son métier.

### Carrière
Patricia commence sa carrière de photographe professionnelle dans les années 1990 et capture ses sujets avec intensité et sensibilité, ce qui donne une véritable signature à ses images.
Ainsi elle a réalisé de nombreux portraits d’artistes et de musiciens pour illustrer leurs albums.
En 2000, Patricia parcourt les États-Unis à la suite de sa lecture des raisins de la colère de Steinbeck. Munie de sa chambre 20x25 et de ses polaroids, elle part sur les traces des fantômes de la Grande Dépression avec pour fil conducteur la Route 66 pour réaliser son premier livre « d’Est en Ouest ».
S’en suivra depuis de nombreux voyages à travers le monde pour réaliser plus d’une dizaine de livres…Son travail est entré dans les collections permanentes du Musée de la Maison Européenne de la Photographie, de la BNF et du Musée Réattu d’Arles.
Elle a été consacrée « photographe de l'année » par France Info en 2009.

## Expositions
- 2003, D'Est en Ouest - Air France - Paris
- 2004, D'Est en Ouest - Festival América - Vincennes
- 2004, Route 66 - Galerie Flak - Paris
- 2004, Voyager sur la Route 66- Harley Davidson - Paris
- 2006, New York - Le Figaro - Paris
- 2006, New York - Fiesta Galerie - Paris
- 2007, Route 66 - Galerie Agathe Gaillard - Paris
- 2007, New York - Espace d'exposition Les Meubliers - Marseille
- 2007, New York - Espace d'Arts et Liberté - Charenton-le Pont
- 2007, Route'n Blues - Espace Guillaume Expo - Paris
- 2008, Invitée d'honneur - Festival América - Vincennes
- 2008, New York - Zimmer & Rohde - Paris
- 2009, Face à Face - Alcazar - Paris
- 2009, Lieux abandonnés - Espace Comine - Paris
- 2009, Paris Photo - Galerie Agathe Gaillard - Carrousel du Louvre - Paris
- 2010, Vintage America - Maison des Amériques - Paris
- 2010, Paris Photo - Agathe Gaillard - Carrousel du Louvre - Paris
- 2010, Route 66 - New York - Young Gallery - Bruxelles
- 2012, Rencontres - Malakoff Médéric - Paris
- 2013, Route des Amériques - Médiathèque Louis Aragon - Le Mans
- 2014, Rétrospective des donations - Maison européenne de la photographie - Paris[1]
- 2014, D'Est en Ouest - Galerie Formes et Utopies - Megève
- 2014, Lieux abandonnés - Rox Gallery - New York
- 2015, Vins Vintage - Galerie Formes et Utopies - Megève
- 2022: UNICPIC, Galerie L77 - Paris[2]
- 2023 : UNICPIC, Galerie L77 - Paris

## Publications (partielle)
- D'Est en Ouest, éditions Flagstaff, 2002  (ISBN 978-2951905207)
- (en) Design Designer Patricia de Gorostarzu, préface de Michel Pamplune et Paul Jones, éditions Pyramid, 2005,  (ISBN 978-2350170114)
- (en) New York, éditions Pyramid, 2007,  (ISBN 978-2350170589)[3]
- Marseille, éditions Pyramid, 2008,  (ISBN 978-2700025347)
- Face à Face, éditions Grund, 2009,  (ISBN 978-2351301296)
- Vintage américa, éditions Albin Michel, 2010,  (ISBN 978-2226181923)
- Rencontres, éditions Albin Michel, 2011,  (ISBN 978-2226208118)
- Paris, éditions Albin Michel, 2014,  (ISBN 978-2226250698)
- Chez Marcel, éditions Albin Michel, 2016,  (ISBN 978-2226321510)
- Ici & Là, éditions CDP, 2019,  (ISBN 978-2351301296)
- UNICPIC, 2022, publié par Fabrice Peltier Création